# Laclo (Liurai)
Laclo ist eine osttimoresische Aldeia im Suco Liurai (Verwaltungsamt Aileu, Gemeinde Aileu). 2015 lebten in der Aldeia 643 Menschen.

## Geographie und Einrichtungen
Die Aldeia Laclo liegt im Südosten des Sucos Liurai. Der Großteil der Aldeia liegt auf einer Meereshöhe von über 1500 m. Südöstlich von Laclo befindet sich die Aldeia Fatubessi und nördlich und nordwestlich die Aldeia Quirilelo. Im Südwesten grenzt Laclo an die Gemeinde Ermera mit ihrem Suco Eraulo (Verwaltungsamt Letefoho).
Einem Großteil der Grenze zu Quirilelo folgt eine Straße, von der zwei Seitenstraßen in die Aldeia führen. Das Zentrum der Aldeia liegt an dieser Straße im Süden der Aldeia. Im Norden liegen an der Straße die Orte Laclo und Raifusan. Beide Orte werden durch die Straße auf die beiden Aldeias Laclo und Quirilelo aufgeteilt. Der Ort Laclo liegt hauptsächlich in der gleichnamigen Aldeia, südlich der Straße, während sich Raifusan vor allem nördlich der Straße und damit in Quirilelo befindet. Im Ort Laclo gibt es ein Wassertank.

## Politik
2023 wurde Zaqueu de Fatima zum Chefe de Aldeia gewählt.